# Wasserwerk Friedrichshagen
Wasserwerk Friedrichshagen este o arie protejată (arie specială de conservare — SAC, sit de importanță comunitară — SCI) din Germania întinsă pe o suprafață de 9,77 ha, integral pe uscat.

## Localizare
Centrul sitului Wasserwerk Friedrichshagen este situat la coordonatele 52°27′59″N 13°38′36″E / 52.4664°N 13.6433°E.

## Înființare
Situl Wasserwerk Friedrichshagen a fost declarat sit de importanță comunitară în martie 2001 pentru a proteja 2 specii de animale. Situl a fost protejat și ca arie specială de conservare în martie 2010.

## Biodiversitate
Situată în ecoregiunea continentală, aria protejată conține 1 habitat natural: Pajiști calcaroase din nisipuri xerice.
La baza desemnării sitului se află mai multe specii protejate de  mamifere (2): liliac cu urechi mari (Myotis bechsteinii), liliac comun (Myotis myotis)
Pe lângă speciile protejate, pe teritoriul sitului au mai fost identificate 4 specii de mamifere.